# Харламова, Валентина Борисовна
Валентина Борисовна Харла́мова (1911—1999) — советская, российская и казахстанская актриса. Народная артистка СССР (1959).

## Биография
Родилась 23 февраля (8 марта) 1911 года (по другим источникам — 7 марта) в станице Урюпинская (ныне — город Урюпинск в Волгоградской области, Россия).
На сцене с 1933 года. Работала в театрах Горького (1933—1934), Йошкар-Олы (1934—1935), Мурома (1935—1936), Ставрополя (1936—1937).
С 1937 года и до конца жизни — ведущая актриса Алма-Атинского русского театра драмы имени М. Ю. Лермонтова. На сцене театра сыграла более 130 ролей.
Во время войны выступала в частях Красной Армии и госпиталях.
Депутат Верховного Совета Казахской ССР 4 и 6 созывов.
Скончалась 30 июня 1999 года в Алма-Ате. Похоронена на Северном кладбище в посёлке Нижняя Пятилетка (Турксибский район Алма-Аты).

### Семья
- Муж — Николай Сергеевич Тороцкий (1902—1940), актёр и режиссёр Алма-Атинского русского театра драмы имени М. Ю. Лермонтова. Заслуженный артист Казахской ССР (1939)[2]
- Дочь — Валентина Николаевна Полишкис, актриса Алма-Атинского русского театра драмы имени М. Ю. Лермонтова.

## Награды и звания
- Заслуженная артистка Казахской ССР (1943)
- Народная артистка Казахской ССР (1951)
- Народная артистка СССР (1959)
- Государственная премия Казахской ССР (1982)
- Орден Октябрьской Революции
- Орден Дружбы народов (30 марта 1981) — за заслуги в развитии советского театрального искусства и в связи с семидесятилетием со дня рождения[3]
- Медаль «За доблестный труд в Великой Отечественной войне 1941—1945 гг.»
- Почётные грамоты Верховного Совета Казахской ССР (1971, 1984).

## Творчество

### Роли в театре
- «Собор Парижской богоматери» по В. Гюго — Эсмеральда
- «Евгения Гранде» по О. Бальзаку — Евгения Гранде
- «Ночные раскаты» М. О. Ауэзова — Жустайлок
- «Кобланды» М. О. Ауэзова — Карлыгаш
- «Абай» М. О. Ауэзова и Л. Соболева — Еркежан
- «Парень из нашего города» К. М. Симонова — Варя
- «Варвары» М. Горького — Надежда
- «Победители» Б. Ф. Чирскова — Лиза
- «Хождение по мукам» по А. Н. Толстому — Даша
- «Бесприданница» А. Н. Островского — Лариса
- «Платонов» А. П. Чехова — Анна Петровна
- «Любовь Яровая» К. А. Тренёва — Любовь Яровая
- "Гостиница «Астория» А. П. Штейна — Линда
- «Персональное дело» А. П. Штейна — Хлебникова
- «Филумена Мартурано» Э. де Филиппо — Филумена Мартурано
- «Фальшивая монета» М. Горького — Полина
- «Зыковы» М. Горького — Софья
- «Ленинградский проспект» И. В. Штока — Забродина
- «Король Лир» У. Шекспира — Гонерилья
- «Вишнёвый сад» А. П. Чехова — Раневская[4]
- "Гамлет У. Шекспира — Офелия
- «Униженные и оскорблённые» по Ф. М. Достоевскому — Наташа
- «Дядя Ваня» А. П. Чехова — Елена Андреевна
- "Слуга двух господ К. Гольдони — Клариче
- «Таланты и поклонники» А. Н. Островского — Негина
- «Последние» М. Горького — Верочка
- «Мещане» М. Горького — Елена
- «Уступи место завтрашнему дню» В. Дельмар — Люси Купер
- «Слава» В. М. Гусева — Елена
- «Конец Горькой линии» по И. П. Шухову — казачка
- «Поручик Лермонтов» К. Г. Паустовского — Арсеньева, бабушка Лермонтова
- «Беспокойная старость» Л. Н. Рахманова — Марья Львовна
- «Надежда горит впереди!» Н. И. Анова и М. В. Сулимова — Парамонова
- «Заступница» Ю. М. Нагибина — Арсеньева, бабушка Лермонтова
- «Игра в джин» Д. Кобурна — Фаншия Дорси
- «Правда хорошо, а счастье лучше» А. Н. Островского — Марфа Тарасовна
- «Битва в пути» Г. Е. Николаевой — Катя Бахирева
- «Царь Эдип» Софокла — Иокаста, жена Эдипа
- «Избиение младенцев» У. Сарояна — Мэй Фолей
- «Враги» М. Горького — Катя Бахирева.

### Фильмография
- 1954 — Дочь степей — Любовь Петровна
- 1959 — Однажды ночью — Ольга
- 1962 — Мальчик мой! — Мария Николаевна
- 1981 — Три дня праздника — Ангелина Петровна.